# 亀田山
亀田山（かめだやま）は、秋田県小坂町にある山である。

## 概要
標高295.9m。米代川水系小坂川の中流右岸にある。
かつては鉱石が採掘されていた。山腹には東北自動車道亀田山トンネルが通っているが、この建設にあたって行われた発掘調査では、大部分の予定地で鉱山の跡や古代の遺跡が発見された。

## 登山路
羽ノ木田三十番神社口や岩沢平志和稲荷神社口からの登山路が通じている。